# Stor frossört
Stor frossört (Scutellaria altissima) är en växtart i familjen Kransblommiga växter. 